# Madraza Sba'iyyin
La madraza Sba'iyyin o madraza as-Sba'iyyin (también escrita Sbaiyin o Sebaaiyyine; en árabe: مدرسة السباعيين) es una madraza histórica de la medina de Fez, Marruecos. Se encuentra en Fes el-Bali, junto a la Mezquita de los Andaluces. Fue fundada en 1323 por Abu ul-Hasan ben Urhmán y está junto a la madraza Sahrij, de mayor tamaño, fundada justo antes. Ambas servían para enseñar y alojar a los estudiantes en las proximidades de la mezquita principal.

## Historia
La madrasa fue construida durante la era meriní, cuando se construyeron muchas de las madrazas históricas de Fez. Fue encargado en 1323 por Abu ul-Hasan ben Urhmán, quien más tarde se convirtió en sultán, pero en ese momento era sólo un príncipe y heredero aparente de su padre, el sultán Abu Sa'id Uthman II. La madraza fue inicialmente conocida como Madrasa al-Sughra (la "Madraza Menor/Pequeña") porque fue construida como complemento de la Madrasa al-Kubra ("Madraza Mayor"), más grande, más tarde conocida como Madrasa as-Sahrij. Con el tiempo llegó a ser conocida como la Madrasa as-Sba'iyyin (aproximadamente: "Madraza de aquellos que enseñan las Siete Recitaciones del Corán"), presumiblemente debido a la especialización de la madraza en la enseñanza de los siete métodos canónicos de recitación del Corán. Juntas, la madraza as-Sahrij y la madraza as-Sba'iyyin proporcionaban alojamiento y enseñanza a los estudiantes que estudiaban en la cercana Mezquita de los Andaluces, de forma similar a como las madrazas Seffarine y al-Attarine atendían a los estudiantes de la mezquita al-Qarawiyyin al otro lado del río. Las madrazas también estaban acompañadas de otro funduq u hospicio, pero éste ha desaparecido.
Es probable que la madrasa haya sido restaurada varias veces junto con su vecina homóloga, la madraza Sahrij. Sin embargo, ambas cayeron en el abandono en las últimas décadas. Hubo esfuerzos iniciales para restaurarlas y protegerlas en la década de 2000, incluso por parte del World Monuments Fund, pero luego sufrieron más vandalismo. En particular, la madraza Sba'iyyin sufrió graves daños en 2009 cuando los saqueadores retiraron dos vigas de madera tallada y algunas de las columnas de mármol que sostenían el balcón de la galería, lo que provocó el derrumbe del segundo piso de la galería. Las dos madrazas fueron reparadas y restauradas más recientemente por la agencia de patrimonio local ADER-Fès y reabrieron en 2017, como parte de un programa más amplio de rehabilitación para Fes el Bali que comenzó en 2013.

## Arquitectura
Esta madrasa es más reciente que su vecina madraza Sahrij, pero es más pequeña y está menos decorada que esta última. Tiene una superficie de 183 metros cuadrados. Se accede desde la calle a través de un pasaje en curva, pero aparentemente también estaba conectada con la otra madraza a través de otro pasaje interior. En su interior consta de un pequeño patio con una pequeña fuente central y rodeado por una galería de dos pisos sostenida por columnas de mármol y pilares de ladrillo. El techo sobre las columnas está sostenido por dinteles de vigas de madera que están tallados con motivos arqueados y arabescos, así como inscripciones árabes. Ambos niveles de la galería dan acceso a las habitaciones de los estudiantes, un total de 23 dormitorios más 3 oficinas. En la planta baja, al fondo del patio y frente a la entrada, hay una pequeña sala de oración que no está decorada (o ha perdido su decoración anterior) y tiene un mihrab sencillo.